# Chiesa dei Santi Tommaso e Prospero

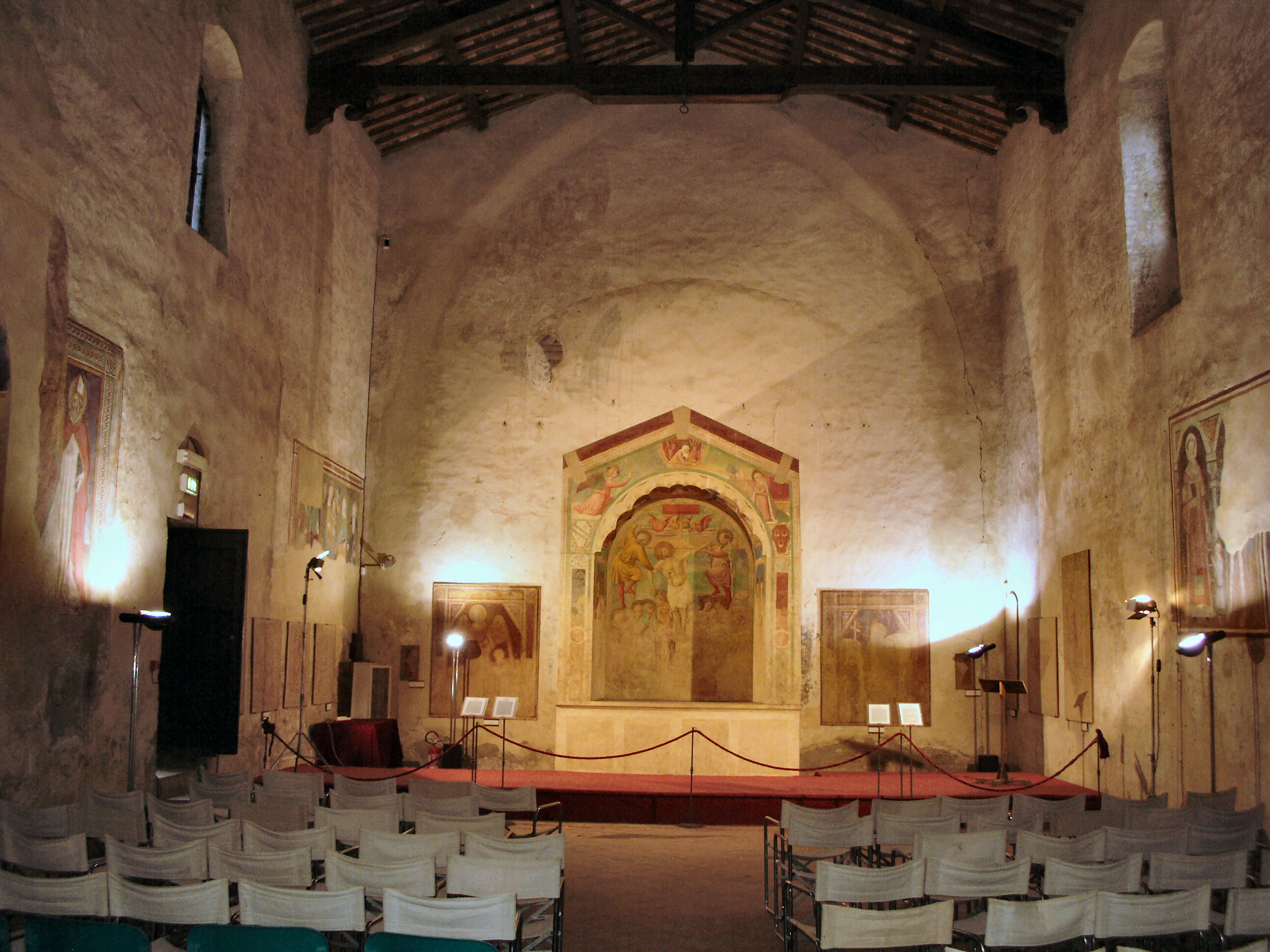
Interno della chiesa

La chiesa dei Santi Tommaso e Prospero si trova nella parte medievale dell'abitato di Certaldo, in provincia di Firenze, diocesi della medesima città.
Attualmente non viene più officiata ed è di proprietà comunale e fa parte del complesso museale del Palazzo Pretorio. L'opera più importante ospitata al suo interno sono gli affreschi staccati del grande tabernacolo dei Giustiziati dipinto da Benozzo Gozzoli nel XV secolo.

## Storia
Si tratta della più antica chiesa di Certaldo alto. Suffraganea fin dal secolo XIII della pieve di San Lazzaro a Lucardo.
Le più antiche testimonianze su questa chiesa si trovano murate nell'edificio stesso e sono due iscrizioni recanti le date 1215 e 1366. Nel 1415, dopo che era stato costruito il palazzo Pretorio, ne divenne l'oratorio. Nello stesso XV secolo il patronato spettava alla famiglia Gianfigliazzi.
Nel 1575, in occasione di una visita apostolica la chiesa venne trovata in precarie condizioni statiche: Quoad fabrica Ecclesiae minatur ruinam versus altare maius, unde indiget festina reparatione. Nel 1589 risulta che nella chiesa vi fosse già stato collocato il sepolcro di Giovanni Boccaccio e nel 1654, all'interno della chiesa, erano collocate altre sepolture.
Fin dal XVI secolo il terreno retrostante il fabbricato iniziò a smottare a valle, causando anche il successivo crollo dell'abside. Nel XVIII secolo il borgo sorto nella piana sottostante era cresciuto di popolazione e nel 1757 il titolo di San Tommaso venne trasferito alla chiesa di Sant'Andrea a Certaldo; il 19 aprile 1788 la chiesa fu soppressa, sconsacrata e in seguito abbandonata per poi essere affittata ad un mercante di terraglie. Nel 1898 la chiesa era usata come deposito di fascine ma nel 1903 venne acquistata dal comune di Certaldo che a sua volta la cedette al pievano. Nel 1938 la casa canonica fu trasformata in un ristorante.
Nel 1946 la chiesa venne finalmente restaurata e nel 1962 gli affreschi tre-quattrocenteschi vennero consolidati. Oggi la chiesa viene usata come sede espositiva e come sala convegni.

## Descrizione
La chiesa dei Santi Tommaso e Prospero consiste in un'ampia aula rettangolare coperta a tetto e originariamente conclusa da un'abside. Il paramento murario è in mattoni ma il fronte principale è stato costruito su un basamento in pietra arenaria appartenente, probabilmente, ad una costruzione più antica; si tratta di un edificio di stile romanico, ma con elementi di gusto gotico.

### Esterno
La facciata a capanna mostra chiaramente i segni di una sopraelevazione ed è inquadrata da due lesene angolari; al centro si trova il portale con architrave poggiante su due mensole con arco crescente e ghiera decorata a zig-zag. Sopra al portale si trova una finestra a ricassatura multipla coronata, anch'essa, da un arco crescente.
Alla destra del portale è stata successivamente realizzata una nicchia destinata ad ospitare un'arca sepolcrale. Poco al di sotto della cuspide originaria erano collocati tre bacini ceramici dei quali rimane solo quello centrale (decorato di giallo, verde e bruno proveniente forse dall'area magrebina). Questi inserti ceramici permettono di datare l'edificio tra la fine del XII e l'inizio del XIII secolo. Tutto il paraento muario è statorelizzato in laterizio di tonalità arancio.
Nella fiancata settentrionale si trova un portale con arco estradossato a tutto sesto con ghiera a listello ed è sormontata da una monofora; qui si può notare l'inserimento di quattro mattoni disposti per fogli a formare una croce e sotto alla quale è inserita l'iscrizione recante la data 1366.
La zona della tribuna è stata assai rimaneggiata.

### Interno
L'interno si presenta ad un'unica ampia navata. Un grande arco a sesto acuto segnala la presenza della diruta abside terminale.
Vi possiamo ammirare:
- sulla parete sinistra
  - una teoria di santi del secolo XIV, di gusto popolare, opera probabilmente di un pittore locale
  - un'Annunciazione quattrocentesca, proveniente dalla loggetta esterna al Palazzo Pretorio, di scuola del Ghirlandaio
- sulla parete destra
  - dentro una nicchia, un affresco del XIV secolo con Dolenti che facevano da sfondo dipinto ad un Crocifisso: con molta probabilità si tratta del Crocifisso trecentesco venerato dalla beata Giulia Della Rena, adesso trasferito nella chiesa moderna con la stessa dedicazione a Certaldo Basso.
  - un affresco staccato con Angeli reggicortine attribuito a Pier Francesco Fiorentino

- Infine, il grande Tabernacolo dei Giustiziati di Benozzo Gozzoli, eseguito nel 1464 –1467 e collocato originariamente in una cappellina, sulla Via Francigena, nei pressi del torrente Agliena.

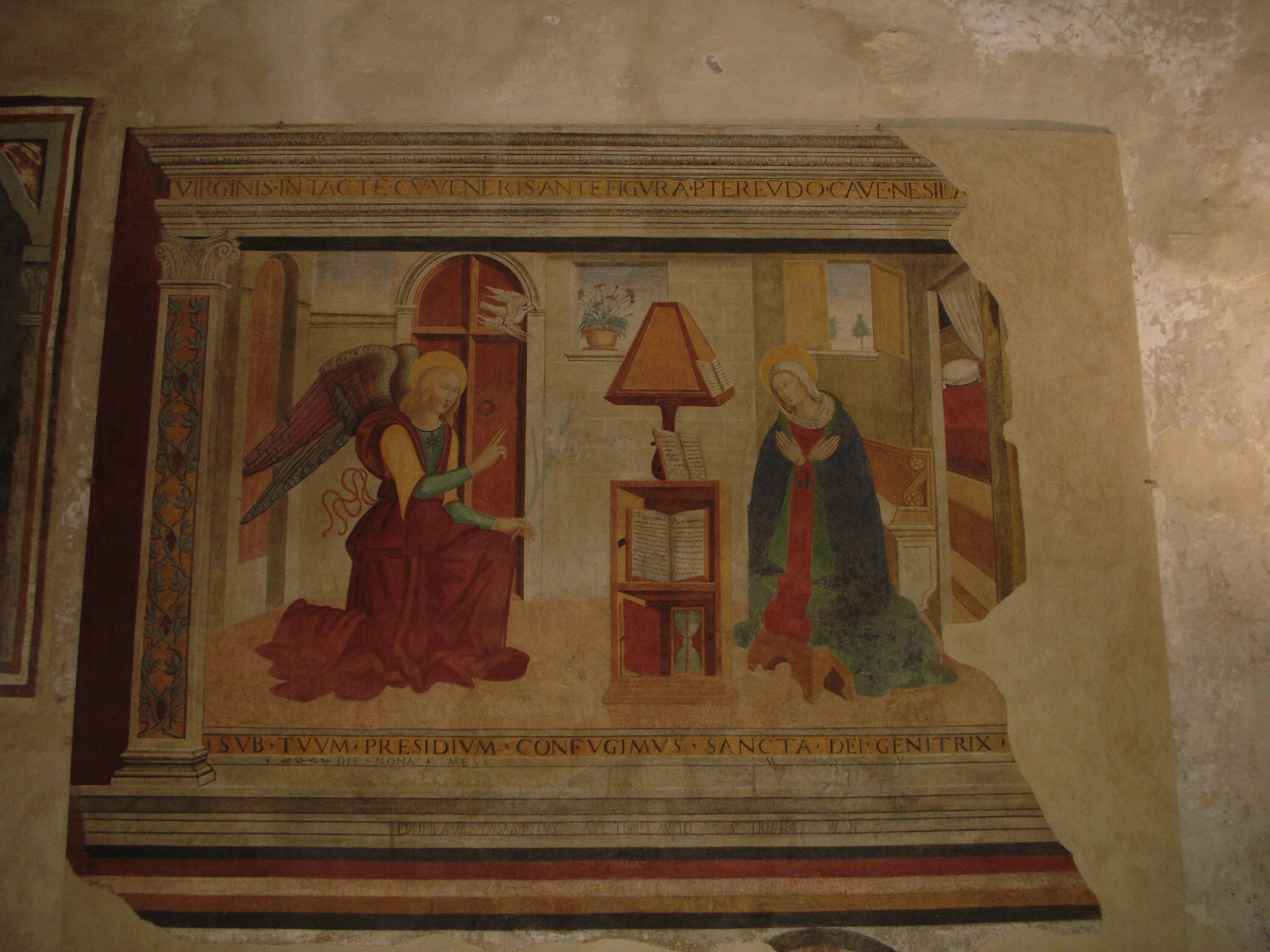
Scuola di Domenico Ghirlandaio, Annunciazione
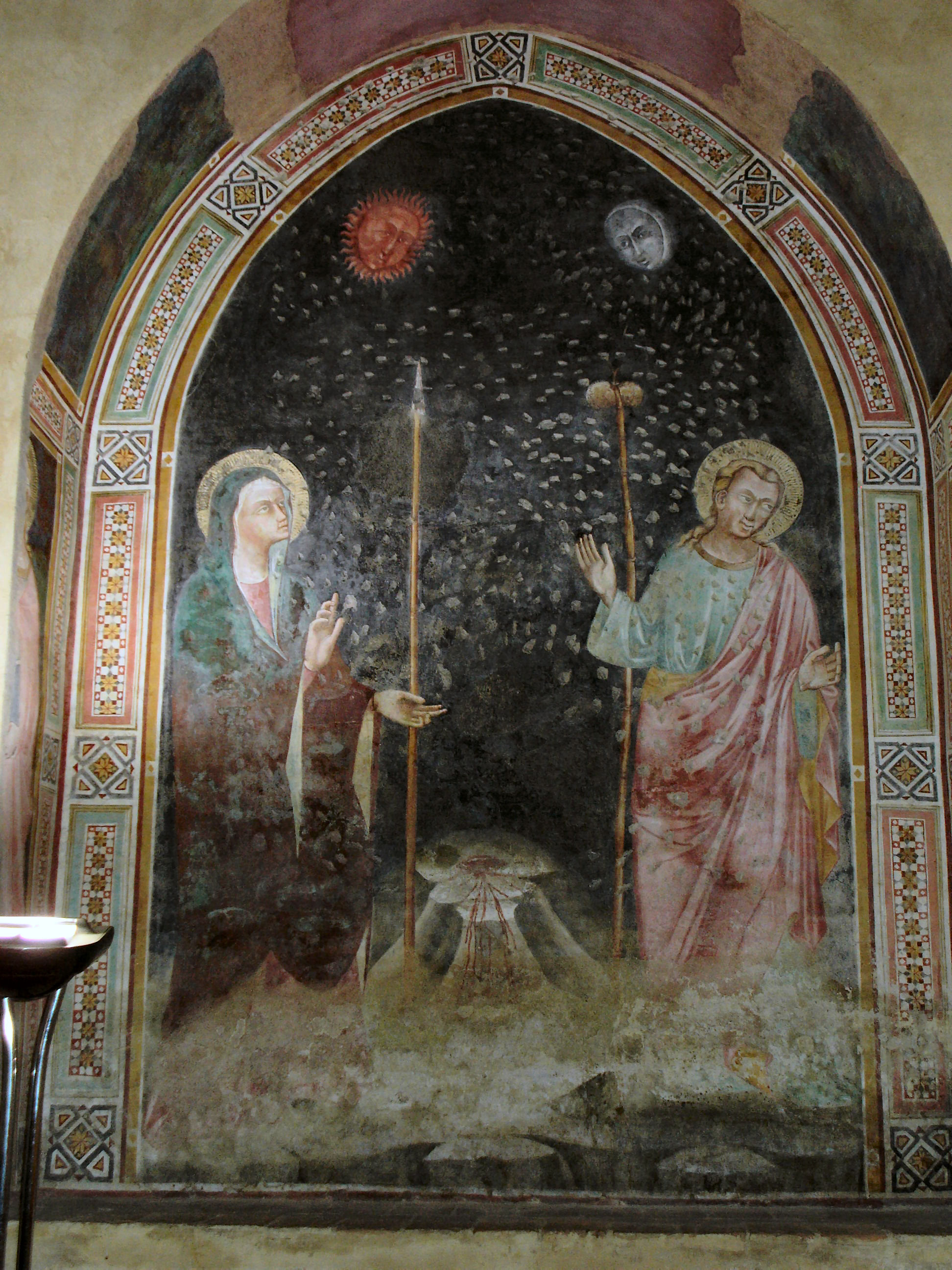
Dolenti
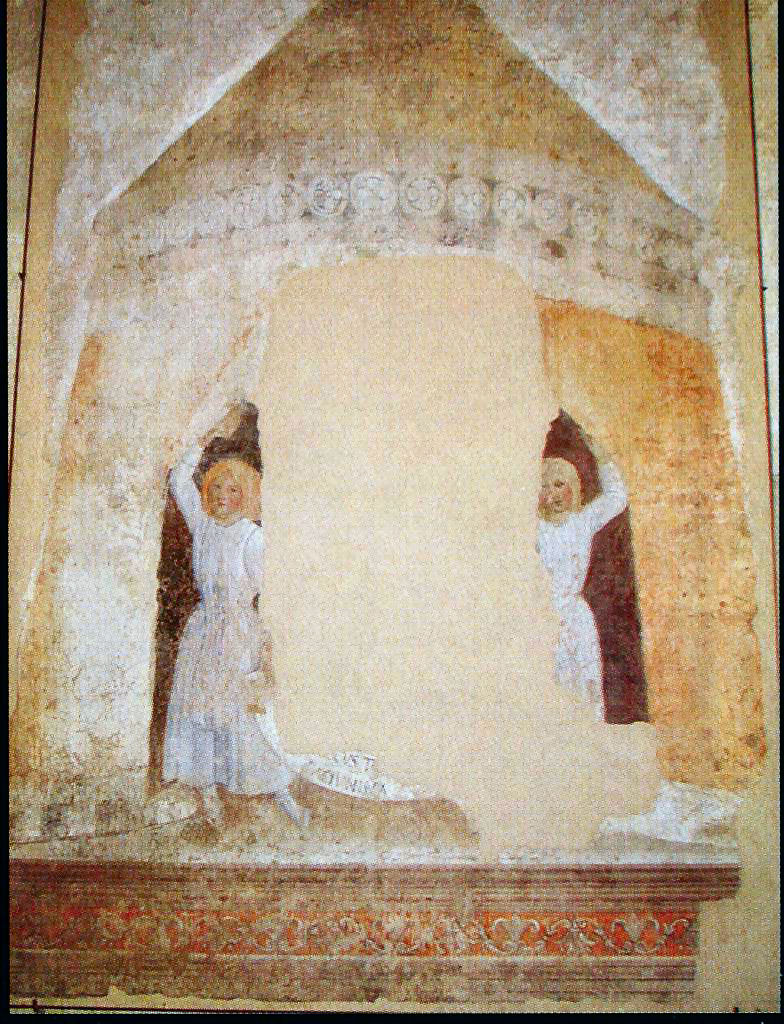
Pier Francesco Fiorentino (attr.), Angeli reggicortina
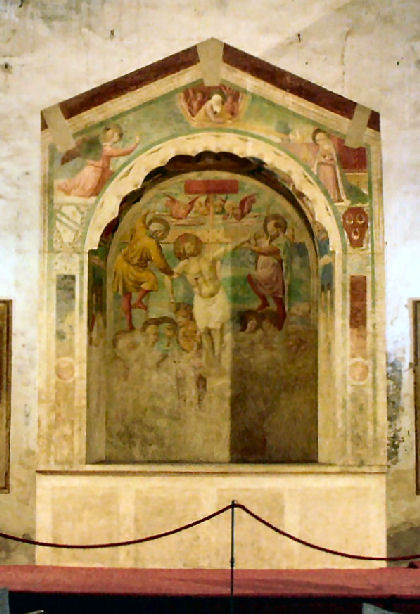
Benozzo Gozzoli e aiuti, Tabernacolo dei Giustiziati